# Wildpark Betzenberg
Koordinaten: 49° 26′ 0,3″ N, 7° 47′ 39,8″ O
Der Wildpark am Betzenberg in Kaiserslautern wurde 1970 mit dem Zweck gegründet, der Bevölkerung die Betrachtung einheimischer Tierarten – auch solcher, die früher in der freien Wildbahn um Kaiserslautern heimisch waren, aber heute nicht mehr vorkommen – zu ermöglichen.
Heute nimmt der Park auch eine Artenschutzfunktion für die vom Aussterben bedrohten Wisente und andere seltene Tierarten wahr. Neben Eulen, Wildschweinen, Luchsen, Mufflons, rückgezüchteten Heckpferden und Heckrindern und anderen Tieren beherbergt der Wildpark eine Waldschule inmitten des in Teilen 120 Jahre alten Waldes sowie den Eichenkranz, eine Baumgruppe, deren Bestand ca. 300 Jahre alt sein soll. Der Park ist ganzjährig geöffnet und frei zugänglich.

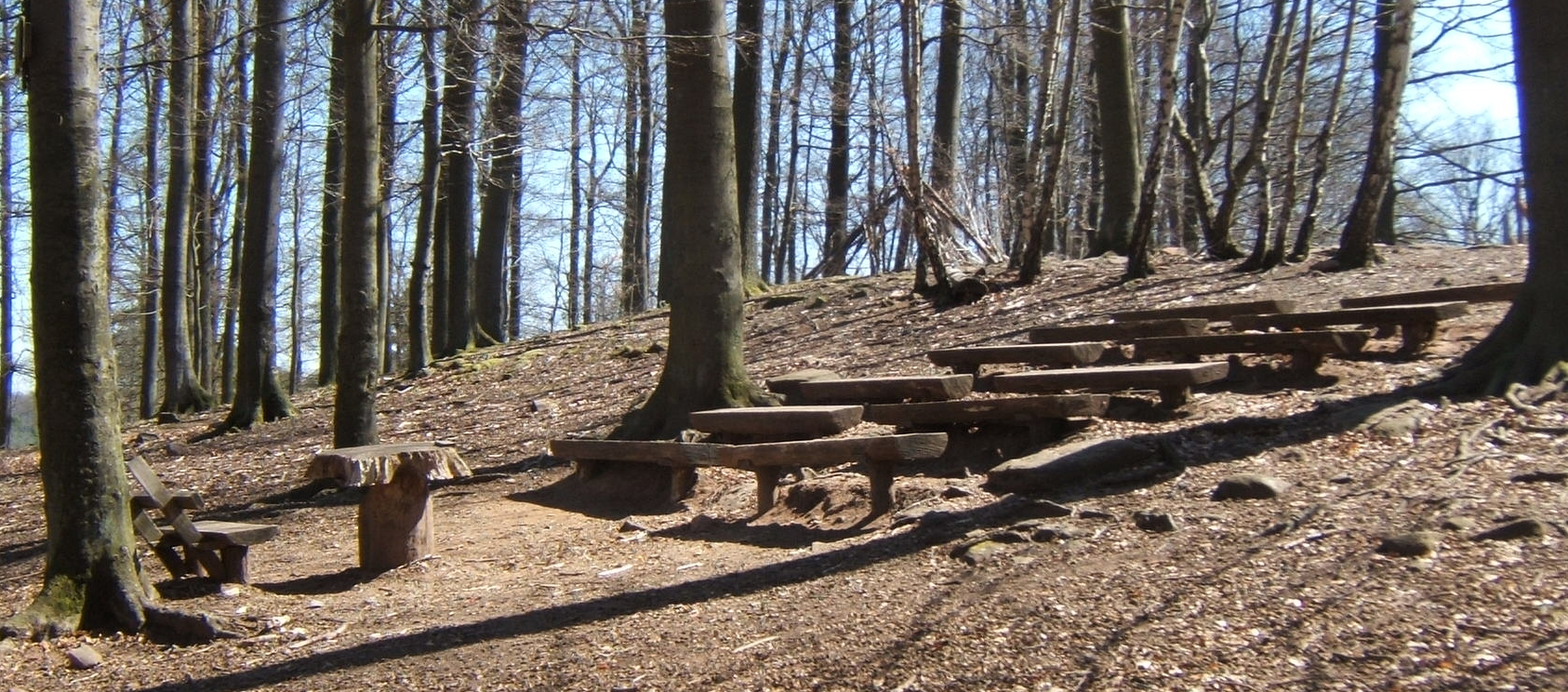
Waldschule